# Masha Gessen
Masha Gessen est une personnalité russo-américaine, née le 13 janvier 1967 à Moscou et exerçant les professions de journaliste et d'écrivain.
Vivant aux États-Unis avec sa famille pendant son adolescence, Gessen retourne en Russie en 1996 et y travaille comme journaliste ouvertement LGBT, devenant de plus en plus critique envers le gouvernement de Vladimir Poutine.
Gessen écrit plusieurs livres, dont Poutine : l'homme sans visage (en). En 2013, Gessen quitte la Russie pour retourner à New York après la mise en application de la loi sur l'interdiction législative de la propagande homosexuelle en Russie.
S'identifiant comme non binaire et trans, Masha Gessen est une personnalité LGBT emblématique en Russie.

## Biographie

### Origines et enfance

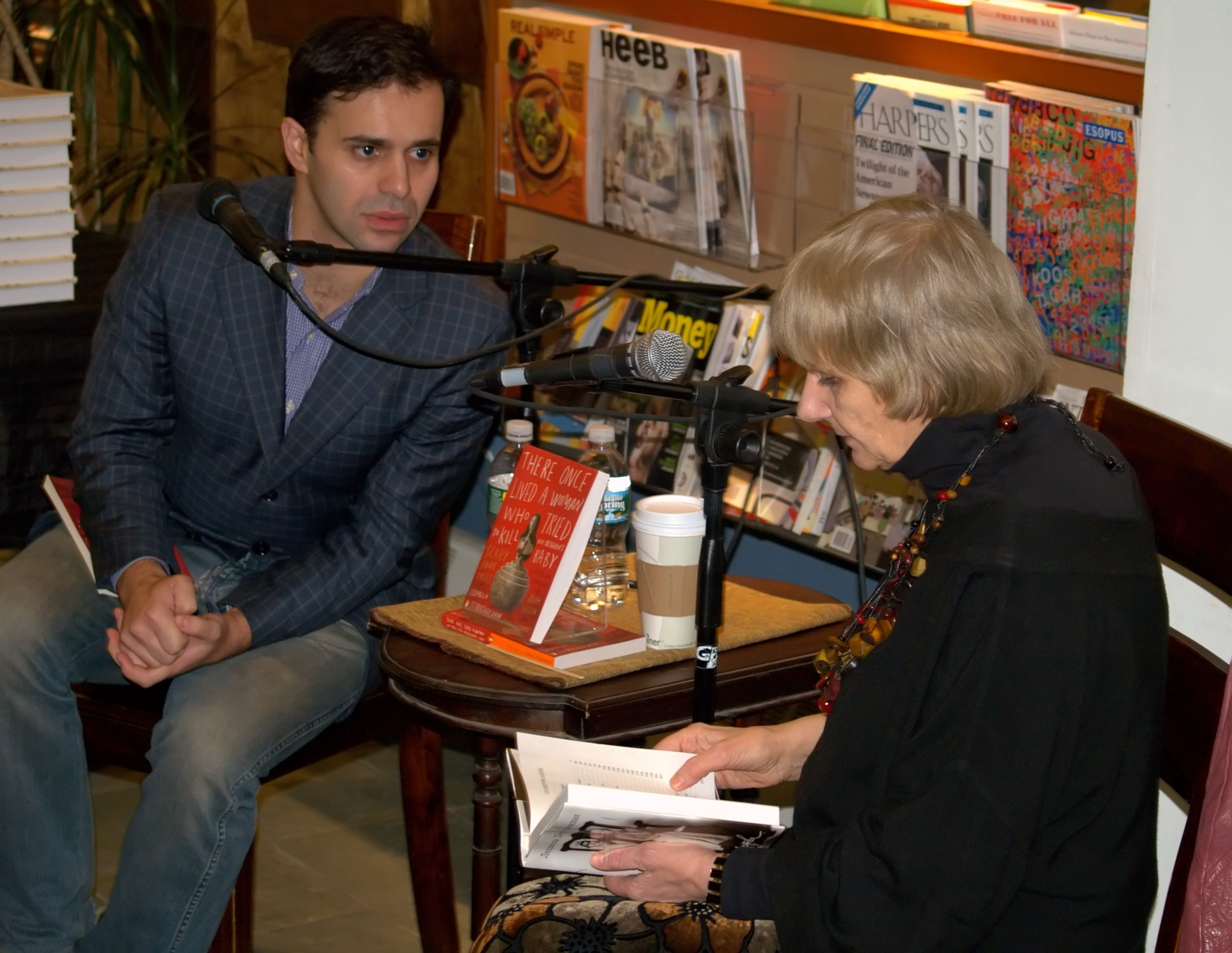
Keith Gessen, le frère de Masha Gessen et l'écrivaine Ludmila Petrouchevskaïa en 2009 à New York.

Maria Alexandrovna Gessen (en russe : Мари́я Алекса́ндровна Ге́ссен) naît dans une famille juive russophone et yiddishophone de deux enfants à Moscou le 13 janvier 1967,.
Son père, Alexandre Borisovitch, est développeur. Sa mère, Elena Minkina (alias Yolochaka), est traductrice. Masha Gessen a un frère prénommé Kostya, qui change plus tard son prénom et devient Keith Gessen (en).
La grand-mère paternelle de Gessen, Ester Goldberg (ru), fille d'une socialiste et d'un père sioniste, nait à Białystok, en Pologne en 1923 and immigre à Moscou en 1940. Son père Jakub Goldberg est assassiné pendant l'holocauste en 1943, soit dans le ghetto de Białystok soit dans un camp de concentration. Ruzya Solodovnik, la grand-mère maternelle de Gessen, est une intellectuelle russe qui travaillait pour la censure du gouvernement stalinien jusqu'à ce qu'elle soit licenciée durant une purge antisémitique. Le grand-père maternel de Gessen, Samuil, était un bolchévique convaincu et un membre du Judenrat. Il est mort pendant la deuxième guerre mondiale, laissant sa femme seule pour élever ses enfants,.
En 1981, la famille immigre aux États-Unis grâce au programme du Office of Refugee Resettlement (en). Adulte, Gessen retourne travailler comme journaliste  à Moscou en 1996,. Gessen a la double nationalité russe et américaine, et trois frères, dont le journaliste Keith Gessen,.

### Formation
Gessen termine sa scolarité à New-York, dans le quartier de Brooklyn. Gessen entame sans les achever plusieurs formations, notamment au Cooper Union et à l'École de design de Rhode Island.

### Activités journalistiques
Gessen commence à s'intéresser au journalisme dès ses 17 ans, travaillant pour différentes revues, notamment pour un magazine de jeunesse.
Gessen perd en 2012 son poste de rédacteur en chef du magazine Vokroug sveta (littéralement, autour du monde), le plus vieux magazine de Russie, pour avoir refusé d'envoyer des journalistes couvrir un événement de la Société géographique russe sur la conservation de la nature : le vol de Vladimir Poutine avec des grues de Sibérie. Gessen considérait qu'il s'agissait d'une exploitation politique de préoccupations environnementales et d'interférences éditoriales indues,. Poutine a téléphoné à Gessen, et affirmé qu'il était sérieux au sujet de ses « efforts de conservation de la nature ». À son invitation, Gessen l'a rencontré au Kremlin, et s'est vu proposer de reprendre son travail. Gessen a rejeté l'offre, arguant que lors d'autres opérations incluant Poutine les animaux avaient souffert des mises en scène fallacieuses,,.
Le 13 septembre 2012, Gessen accède à la direction du service russe de Radio Free Europe/Radio Liberty. L'équipe dirigeante de RL décide de transférer la radio sur internet en raison de sa faible audience et surtout à la suite de la loi passée en Russie qui une loi russe récente qui interdit aux entités étrangères de détenir une participation majoritaire dans une licence de radiodiffusion russe.  37 membres des équipes sont alors licenciés et la radio perd sa licence de diffusion russe, causant une controverse. 

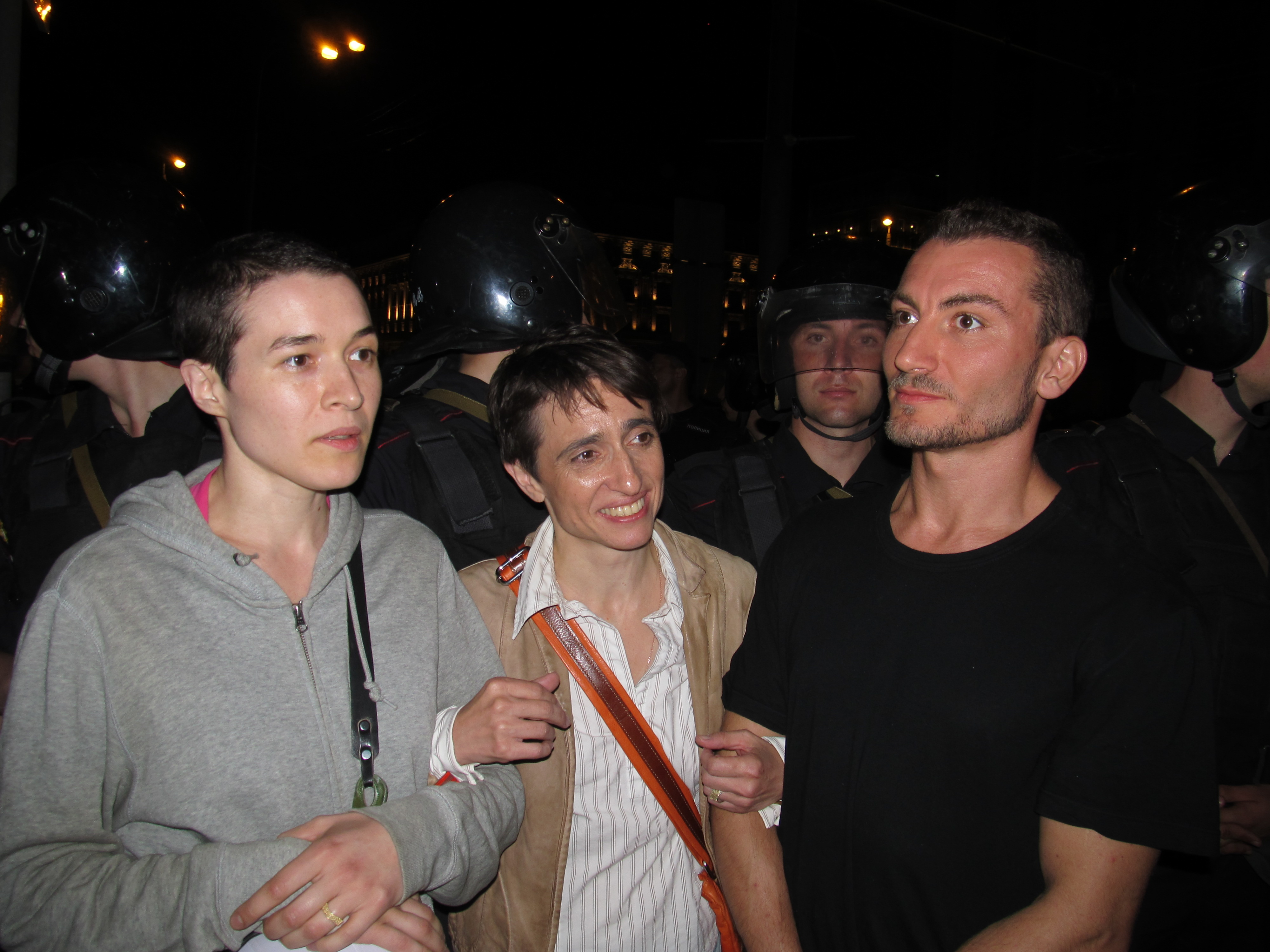
Masha Gessen, Darya Oreshkina et lors d'une manifestation à Moscou en juillet 2013.

En 2023, le Kremlin accuse Gessen de propager de fausses informations à propos de l'invasion de l'Ukraine par la Russie et dépose une plainte à son encontre,. Ceci intervient après une interview de Gessen par le youtubeur russe Yury Dud,, dans lequel ils abordent le massacre de Boutcha en mars 2022 et les crimes de guerre commis en Ukraine. Le 15 juillet 2024, elle est condamnée en Russie à huit ans de prison par contumace pour des propos, selon l’accusation, mensongers sur l’armée russe.

### Activités éditoriales
En 2008, Gessen publie un livre racontant l'histoire de ses grands-mères, intitulé Ester and Ruzya: How My Grandmothers Survived Hitler’s War and Stalin’s Peace. Le livre s'intéresse à la façon dont les personnes dans un régime répressif construisent et entretiennent des relations de confiance, tout comme ses deux grands-mères l'on fait à travers leur amitié réciproque.
En 2009, Gessen publie Perfect Rigor: A Genius and the Mathematical Breakthrough of the Century (traduction française : Dans la tête d'un génie, 2013) consacré au mathématicien russe Grigori Perelman.
En 2012, son livre Poutine : l'homme sans visage (en) est publié peu avant les élections présidentielles prévues en mars. Gessen y présente une biographie critique de Vladimir Poutine,,,. Pour l'écrire, Gessen indique avoir utilisé des informations existantes mais qui n'étaient pas très connues, comme l'enquête menée par Marina Salié.
En 2013, Gessen démissionne de son post à Radio Liberty pour se consacrer à l'écriture d'un livre sur les frères Djokhar et Tamerlan Tsarnaïev.
En 2014, Gessen aborde l'histoire des Pussy Riots, devenues un symbole de la résistance au régime de Poutine en Russie, et de leur procès dans son livre Words Will Break Cement: The Passion of Pussy Riot,. Les membres de  ce groupe ont été arrêtés en mars 2021 pour avoir entonné une prière punk intitulée Marie mère de Dieu — chasse Poutine ! devant l'autel de la cathédrale du Christ-Sauveur de Moscou le 21 février 2012.
En 2017, Gessen remporte le National Book Award pour son essai The Future Is History: How Totalitarianism Reclaimed Russia.

## Engagements

### Droits LGBT

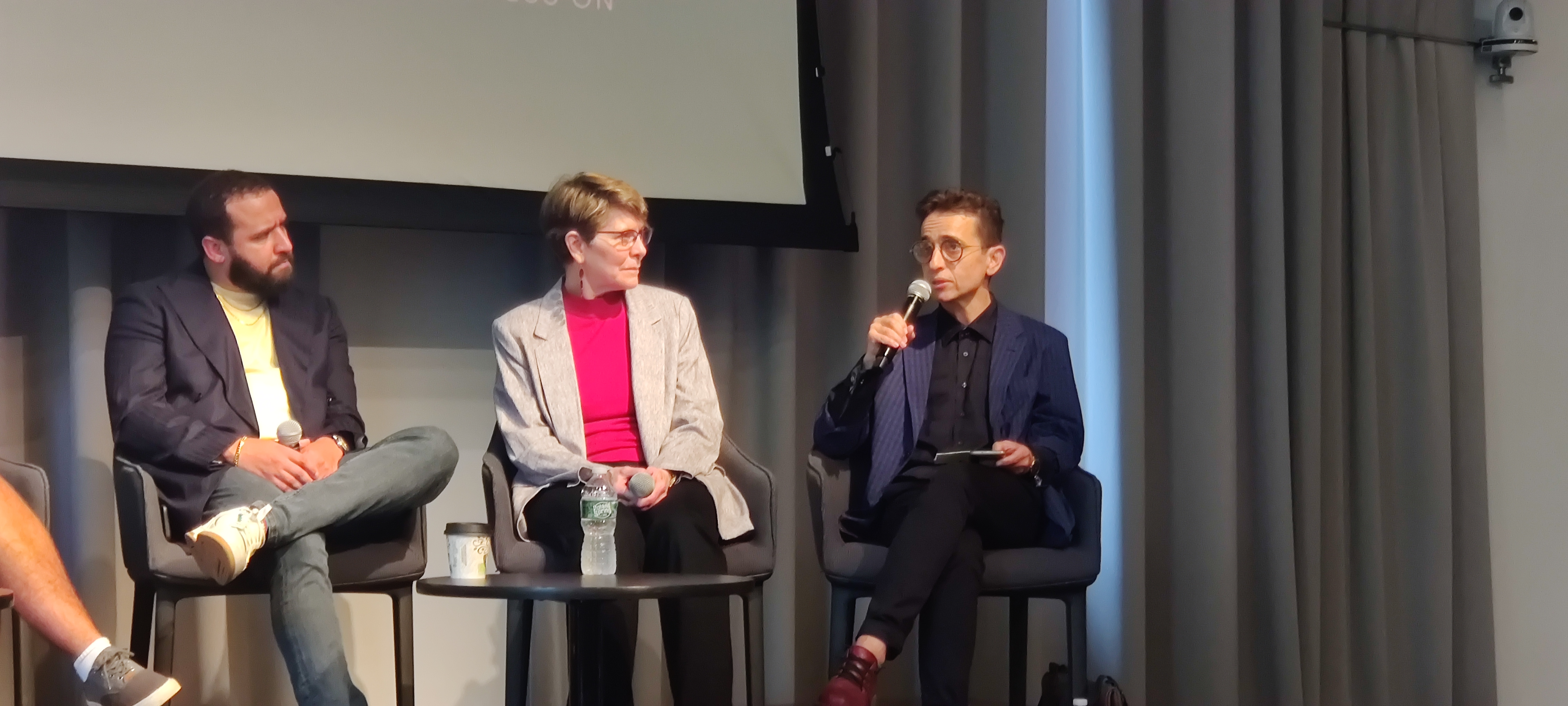
Table ronde sur les guerres de l'objectivité, organisée à l'école de journalisme de Columbia, avec l'intervention de Masha Gessen.

Gessen était dans le comité de direction de l'ONG Triangle basée à Moscou entre 1993 et 1998 et a dirigé des manifestations LGBT à Moscou.
Masha Gessen défend activement les droits des minorités sexuelles, militant notamment contre la loi de 2013 qui réprime la propagande de l'homosexualité en direction des mineurs, et plus largement contre la situation politique en Russie,. Après avoir initié la campagne Pink Triangle pour critiquer la nouvelle loi homophobe,, Gessen décide de quitter la Russie avec sa famille en 2013 à la suite de la promulgation de la loi précitée,, craignant que celle-ci ne serve de prétexte pour leur retirer la garde de leurs trois enfants,.
Gessen déclare en 2020 s'identifier comme non binaire et trans et utiliser le pronom they pour se désigner en anglais,,. Personnalité LGBT emblématique en Russie, Gessen a abondamment écrit sur les questions LGBT dans ce pays.
L’initiative masterskaïa protestnykh deïstvi (littéralement, « atelier des actions de protestation ») qui rassemble chaque semaine de jeunes militants dans un café du centre de Moscou, où ils sont libres de discuter et d’échanger leurs avis sur la situation actuelle, est lancée à son instigation.

### Controverse
Alors que Gessen devait recevoir le prix Hannah-Arendt à Brême, en Allemagne, le vendredi 13 décembre 2023, la  cérémonie est annulée en raison de son article paru dans le New Yorker le 9 décembre 2023, comparant Gaza à un ghetto pendant la Seconde guerre mondiale, « un ghetto en cours de liquidation »,. Dans un entretien accordé deux jours plus tard à la Süddeutsche Zeitung, Masha Gessen reconnaît que les deux situations sont fondamentalement différentes tout en soulignant qu'une comparaison n'est pas un amalgame.

### Vie privée
Gessen a deux enfants de nationalité américaine : un enfant adoptif et un enfant biologique,,. Gessen a épousé aux États-Unis Svena Generalova, citoyenne russe, puis divorcé et épousé Darya Oreshkina,.
À la suite d'une courte hospitalisation, son fils adoptif développe une addiction aux opiacés, sujet que Masha Gessen aborde dans sa critique de Purdue Pharma, fabricant d'Oxycodone impliqué dans la crise des opioïdes,,.

## Hommages et postérité
- 2017 : National Book Award pour The Future Is History: How Totalitarianism Reclaimed Russia[19].
- 2019 : Leipziger Buchpreis zur Europäischen Verständigung pour Die Zukunft ist Geschichte. Wie Russland die Freiheit gewann und wieder verlor (traduction en allemand de The Future Is History)[52].

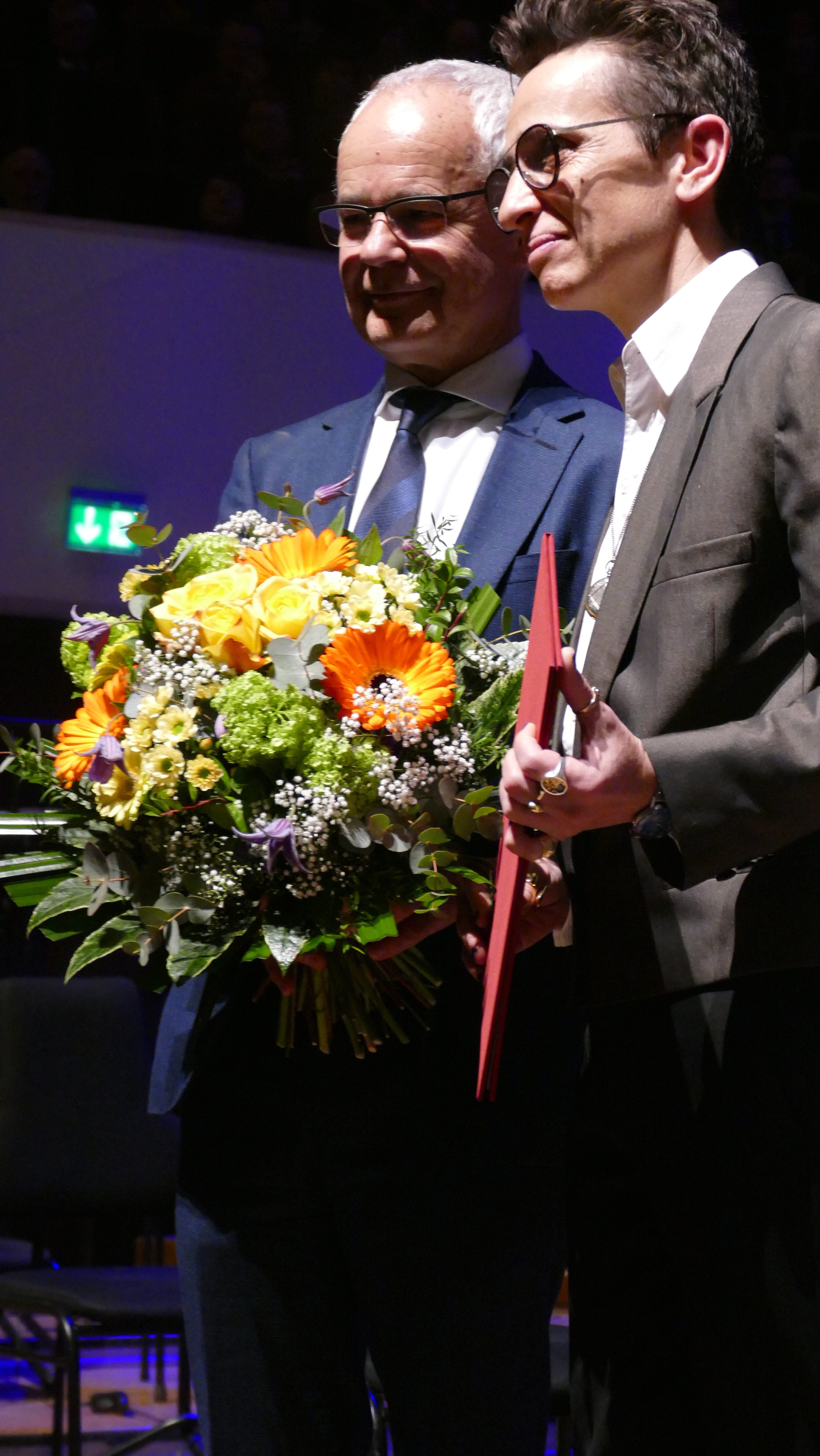
Le président de l'Association des libraires allemands, Heinrich Riethmüller, remet le Prix du livre de Leipzig pour l'entente européenne 2019 à Masha Gessen (au premier plan à droite)

## Publications

### Ouvrages
- (en) The Rights of lesbians and Gay men in the Russian Federation, Internat. Gay & Lesbian Human Rights Commission, 1994 (ISBN 978-1-884955-13-6).
- (en) Half a revolution: contemporary fiction by Russian women, Cleis Press, 1995 (ISBN 978-1-57344-006-6 et 978-1-57344-007-3).
- (en) Dead again: the Russian intelligentsia after communism, Verso, 1997 (ISBN 978-1-85984-147-1 et 978-1-85984-841-8).
- (en) Ester and Ruzya: How My Grandmothers Survived Hitler's War and Stalin's Peace, The Dial Press, 2004, 384 p. (ISBN 978-0385336048)[1].
- (en) Blood Matters: From Inherited Illness to Designer Babies, How the World and I Found Ourselves in the Future of the Gene, Houghton Mifflin Harcourt, 2008, 336 p. (ISBN 978-0151013623).
- Dans la tête d'un génie [« Perfect Rigor: A Genius and the Mathematical Breakthrough of the Century »], Paris, Globe, 2013, 276 p. (ISBN 978-2-211-21183-3).
- The Man Without a Face: The Unlikely Rise of Vladimir Putin (traduction en français : Poutine, l'homme sans visage, Fayard, 2012 (ISBN 978-2-213-66856-7).
- (en) Words will break cement: the passion of Pussy Riot, Riverhead Books, 2014 (ISBN 978-1-59463-219-8)..
- Pussy Riot, Paris, Globe, 2015, 310 p. (ISBN 978-2-211-22005-7).)
- (en) The brothers: the road to an American tragedy, Riverhead Books, 2015 (ISBN 978-1-59463-264-8).
- (en) Where the Jews aren't: the sad and absurd story of Birobidzhan, Russia's Jewish autonomous region, Nextbook/Schocken, coll. « Jewish encounters series », 2016 (ISBN 978-0-8052-4246-1).
- (en) The future is history: how totalitarianism reclaimed Russia, Riverhead Books, 2017 (ISBN 978-1-59463-453-6) (récompensé en 2017 par la National Book Foundation[53]).
- Misha Friedman et Maša Gessen, Never remember: searching for Stalin's Gulags in Putin's Russia, Columbia Global Reports, coll. « Columbia global reports », 2018 (ISBN 978-0-9977229-6-3).

### Traduction
- (en) Valerii︠a︡ Narbikova, In the Here and There, Ardis,‎ 1999, 145 p. (ISBN 9780875011547).

### Article
- (en-GB) Masha Gessen, « A Very Expensive Poison by Luke Harding review – a dramatic account of Litvinenko’s murder », The Guardian,‎ 30 avril 2016 (ISSN 0261-3077, lire en ligne, consulté le 5 janvier 2024).